# جاك ميلر (ضابط)
جاك ميلر (بالإنجليزية: Jack Miller)‏ هو ضابط أمريكي، ولد في 2 أبريل 1920 في دالاس في الولايات المتحدة، وتوفي في 4 ديسمبر 1942 في جوادالكانال في جزر سليمان.